# Sveriges Radios popbandstävling
Sveriges Radios popbandstävling var en talangtävling inom svensk pop- och rockmusik under 1960-talet. Den pågick under åren 1964-1969. De två första åren under namnet "Twistbandstävlingen". Programledare var bland annat Carl-Eiwar, Robert Broberg och Claes af Geijerstam. Från 1966 ingick tävlingen i radioprogrammet Opopoppa.

## Resultat och placeringar

### 1964
Finalen ägde rum 25 april på Cirkus i Stockholm och sändes förutom i radio också i TV.. Programledare var Carl-Eiwar och Lill Lindfors var juryns ordförande. Resultat från finalen:
1. Blue Bells
2. High Notes (med bl.a. Lasse Brandeby)
3. Sleepstones

### 1965
Finalen sändes den 16 maj från Cirkus i Stockholm i både radio och TV. Carl-Eivar ledde programmet.

1. Tronics
2. Flippers
3. Popolinos

### 1966
Finalen sändes 23 augusti från Sollidenscenen på Skansen i Stockholm med Stig Olin som prisutdelare.
1. Slam Creepers
2. Maniacs
3. Shivers
4. Perhaps

### 1967
1967 års final sändes 22 augusti från Galejan på Skansen i Stockholm.
1. Lucas (med bl.a. Janne Lucas Persson).
2. Plupps
3. Blues Quality
4. Too Much

### 1968
Finalen i popbandstävlingen sändes från Solliden på Skansen den 20 augusti.
1. Long Johns
2. Attentions
3. Becks
4. Peckers

### 1969
På Liseberg i Göteborg sändes finalen i pobandstävlingen den 26 augusti.
1. Ad Libs
2. Ålen & Co (med bland andra Dan Bergman, Maria Rosén och Björn Sjöö).
3. Slemmy Rysarn
4. Moccers (med bl.a. Thomas Wiehe och Mikael Wiehe).